# مرسارود
مرسارود، روستایی از توابع بخش تولم شهرستان صومعه‌سرا در استان گیلان ایران است.

## جمعیت
این روستا در دهستان تولم قرار دارد و براساس سرشماری مرکز آمار ایران در سال ۱۳۸۵، جمعیت آن ۷۲ نفر (۲۳خانوار) بوده‌است.